# Marc Safont

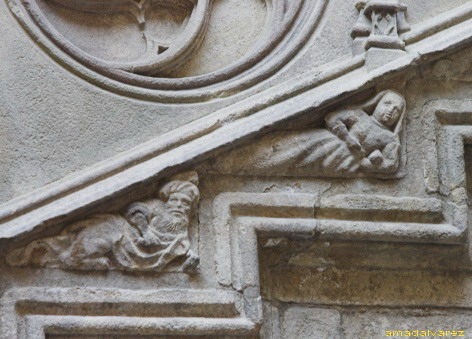
Personajes en la escalera del Palacio de la Generalidad de Marc Safont.

Marc Safont (1385? - 1458). Considerado uno de los arquitectos catalanes más importantes de la Baja Edad Media. Su familia era originaria de San Agustín de Llusanés.
Trabajó como picapedrero en la catedral de Barcelona entre los años 1405 y 1406.
Gran parte de su vida profesional está ligada a la Generalidad de Cataluña, de donde fue maestro mayor.
Recibió el encargo de restaurar (que finalmente se construyó de nuevo) el primitivo Palacio de la Generalidad de Cataluña, entre las calles de San Honorato y del Obispo. En esta obra trabajó intensamente hasta el año 1425. Colaboraron con él sus hermanos, maestros de diversas artes; el carpintero Bernat; Joan, tallador de piedra; Pere, maestro de campanas y cobre. La Capilla de Sant Jordi , también fue construida por él, quedando terminada en el año 1434, lo que más llama la atención es su portada labrada como una filigrana.

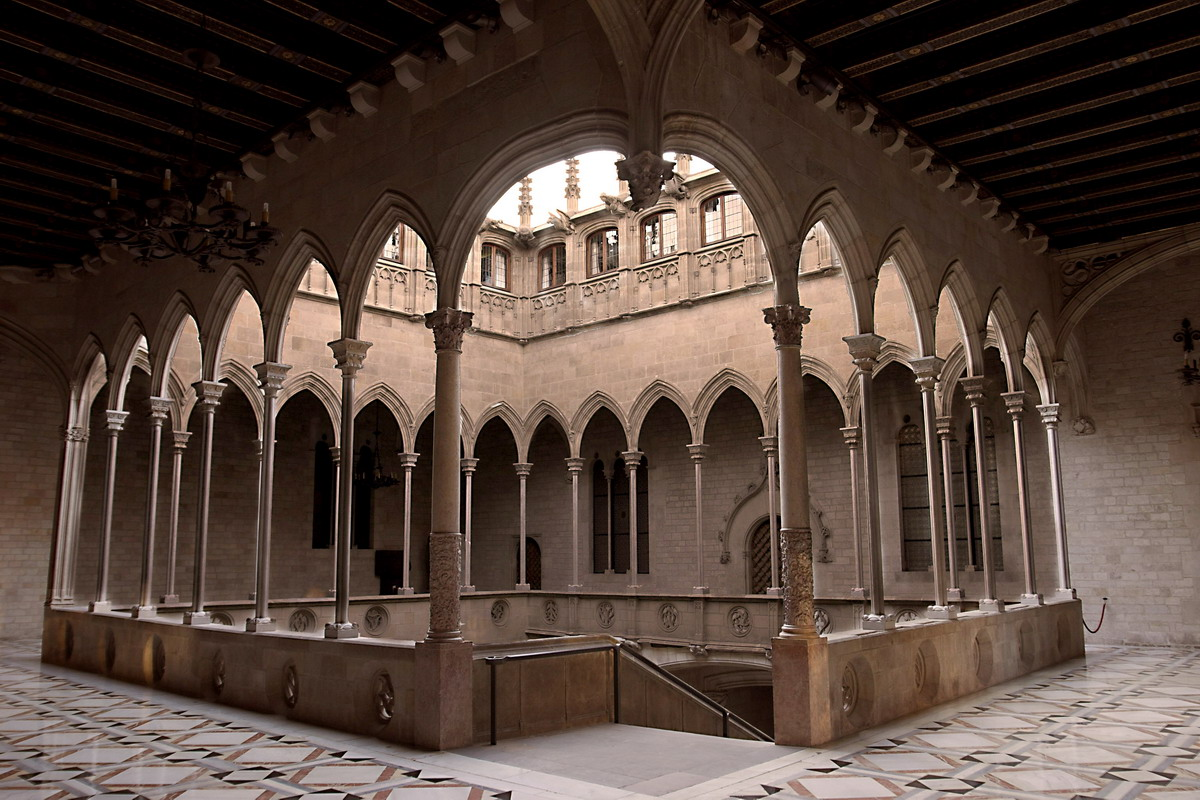
Galería alta del patio del Palacio de la Generalidad de Barcelona.

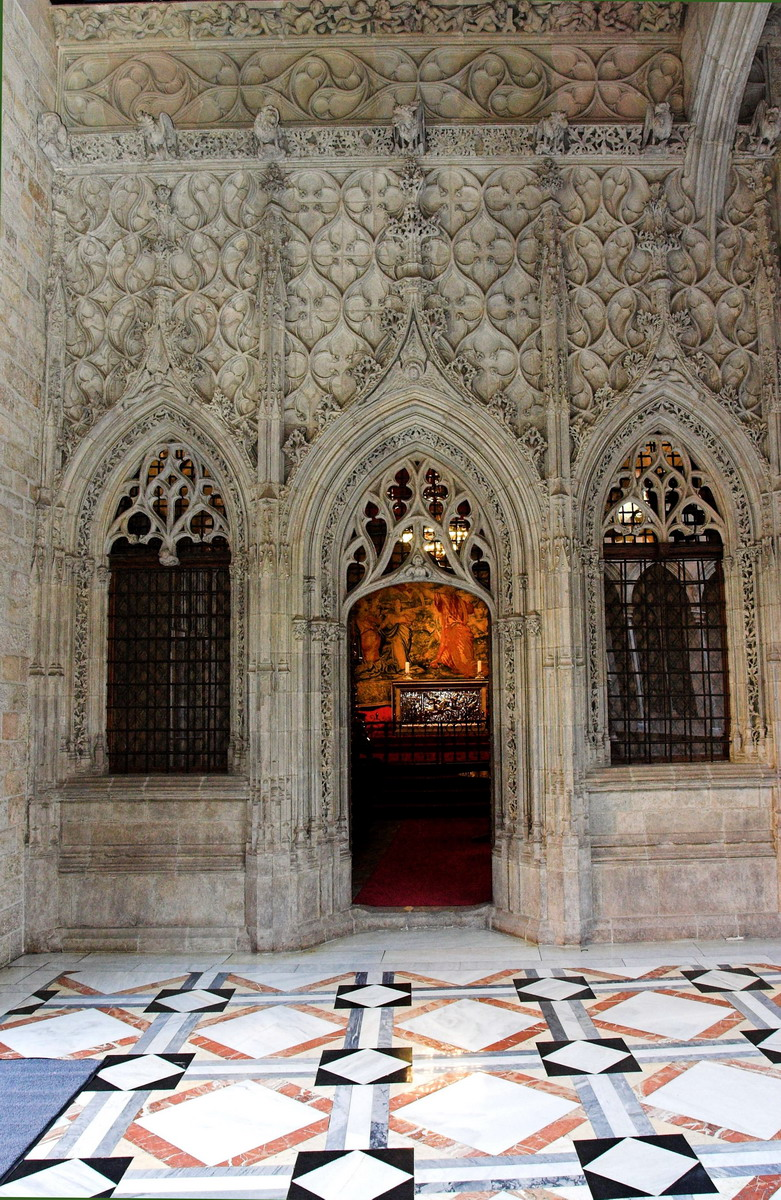
Fachada de la capilla de San Jorge en el Palacio de la Generalidad de Marc Safont.

Trabajó también en el Palacio Berenguer de Aguilar, actual emplazamiento del museo Picasso y en la Lonja de Barcelona.
En el año 1441 es nombrado maestro mayor de Catedral de la Seo Vieja de Lérida (aunque no trabajó nunca en ella, y si su esclavo Jordi Safont, que sería nombrado maestro mayor cuando lo aforo) y en el año 1448 construye la sede de la Generalidad en Perpiñán.
Paralelamente a su profesión, hizo negocios comprando propiedades que habían pertenecido a judíos como la sinagoga mayor, adquirida en 1438. También negociaba con esclavos.
Estuvo casado dos veces y tuvo un hijo legitimado fuera de estos dos matrimonios.